# (24129) Oliviahu
(24129) Oliviahu est un astéroïde de la ceinture principale d'astéroïdes.

## Description
(24129) Oliviahu est un astéroïde de la ceinture principale d'astéroïdes. Il fut découvert le 4 novembre 1999 à Socorro (Nouveau-Mexique) par le projet LINEAR. Il présente une orbite caractérisée par un demi-grand axe de 2,29 UA, une excentricité de 0,16 et une inclinaison de 1,3° par rapport à l'écliptique.

## Compléments